# Danh sách giải thưởng và đề cử của Trấn Thành
Trấn Thành (tên thật là Huỳnh Trấn Thành) là người dẫn chương trình, diễn viên hài, nhà làm phim, đạo diễn và biên kịch người Việt Nam. Trong sự nghiệp của mình, anh đã đạt được nhiều đề cử và giải thưởng khác nhau. Dưới đây là danh sách chi tiết

## Giải thưởng

### Quốc tế

#### METUB WebTVAsia Awards
| Năm  | Hạng mục                              | Đề Cử      | Kết quả   | Chú thích |
| ---- | ------------------------------------- | ---------- | --------- | --------- |
| 2019 | Outstanding Celebrity Star on YouTube | Trấn Thành | Đoạt giải | [ 1 ]     |

#### Da Nang Asia Film Festival
| Năm  | Hạng mục                                               | Đề cử      | Kết quả   | Chú thích |
| ---- | ------------------------------------------------------ | ---------- | --------- | --------- |
| 2023 | Phim hay nhất - Hạng mục phim Việt Nam                 | Nhà bà Nữ  | Đoạt giải | [ 2 ]     |
| 2023 | Đạo diễn xuất sắc                                      | Trấn Thành | Đoạt giải | [ 2 ]     |
| 2024 | Phim hay nhất - Hạng mục phim Việt Nam dự thi          | Mai        | Đoạt giải | [ 3 ]     |
| 2024 | Đạo diễn xuất sắc nhất - Hạng mục phim Việt Nam dự thi | Trấn Thành | Đoạt giải | [ 3 ]     |

### Trong nước

#### Ấn tượng VTV
| Năm  | Hạng mục                  | Đề cử      | Kết quả   | Chú thích |
| ---- | ------------------------- | ---------- | --------- | --------- |
| 2014 | Dẫn chương trình Ấn tượng | Trấn Thành | Đề cử     | [ 4 ]     |
| 2015 | Dẫn chương trình Ấn tượng | Trấn Thành | Đoạt giải | [ 5 ]     |
| 2015 | Nghệ sĩ hài Ấn tượng      | Trấn Thành | Đoạt giải | [ 5 ]     |
| 2016 | Dẫn chương trình Ấn tượng | Trấn Thành | Đề cử     | [ 6 ]     |
| 2017 | Dẫn chương trình Ấn tượng | Trấn Thành | Đề cử     | [ 6 ]     |
| 2017 | Nghệ sĩ hài Ấn tượng      | Trấn Thành | Đề cử     | [ 7 ]     |

#### Giải Cánh diều
| Năm  | Hạng mục           | Đề cử                                           | Kết quả   | Chú thích |
| ---- | ------------------ | ----------------------------------------------- | --------- | --------- |
| 2023 | Biên kịch xuất sắc | Trấn Thành & Nguyễn Ngọc Huyền Trân (Nhà bà Nữ) | Đoạt giải | [ 8 ]     |

#### Men of the year
| Năm  | Hạng mục         | Đề cử      | Kết quả   | Chú thích |
| ---- | ---------------- | ---------- | --------- | --------- |
| 2012 | Danh hài của năm | Trấn Thành | Đoạt giải | [ 9 ]     |

#### ELLE Style Awards
| Năm  | Hạng mục                                  | Đề cử      | Kết quả   | Chú thích     |
| ---- | ----------------------------------------- | ---------- | --------- | ------------- |
| 2016 | Nam diễn viên phong cách của năm          | Trấn Thành | Đoạt giải | [ 10 ] [ 11 ] |
| 2016 | Người dẫn chương trình phong cách của năm | Trấn Thành | Đề cử     | [ 10 ] [ 11 ] |
| 2017 | Nam diễn viên phong cách nhất của năm     | Trấn Thành | Đề cử     | [ 12 ]        |
| 2017 | Người dẫn chương trình phong cách của năm | Trấn Thành | Đề cử     | [ 12 ]        |

#### HTV Awards
| Năm  | Hạng mục                        | Đề cử      | Kết quả   | Chú thích |
| ---- | ------------------------------- | ---------- | --------- | --------- |
| 2013 | Nghệ sĩ hài được yêu thích nhất | Trấn Thành | Đề cử     | [ 13 ]    |
| 2014 | Nghệ sĩ cống hiến               | Trấn Thành | Đoạt giải | [ 14 ]    |
| 2015 | Nam MC được yêu thích nhất      | Trấn Thành | Đoạt giải | [ 15 ]    |
| 2016 | Nam MC được yêu thích nhất      | Trấn Thành | Đoạt giải | [ 16 ]    |
| 2016 | Nghệ sĩ hài được yêu thích nhất | Trấn Thành | Đoạt giải | [ 16 ]    |

#### Liên Hoan Phim Việt Nam
| Năm  | Hạng mục                     | Đề cử          | Kết quả   | Chú thích |
| ---- | ---------------------------- | -------------- | --------- | --------- |
| 2019 | Nam diễn viên chính xuất sắc | Cua lại vợ bầu | Đoạt giải | [ 17 ]    |
| 2021 | Kịch bản phim xuất sắc       | Bố già         | Đoạt giải | [ 18 ]    |
| 2021 | Đạo diễn phim xuất sắc       | Bố già         | Đề cử     | [ 18 ]    |

#### Mai Vàng
| Năm  | Hạng mục                             | Đề cử                           | Kết quả   | Chú thích |
| ---- | ------------------------------------ | ------------------------------- | --------- | --------- |
| 2011 | Người dẫn chương trình               | Hãy xem tôi diễn                | Đề cử     | [ 19 ]    |
| 2012 | Người dẫn chương trình               | Thử thách cùng bước nhảy        | Đề cử     | [ 20 ]    |
| 2012 | Diễn viên hài                        | Tài Tiếu Tuyệt                  | Đề cử     | [ 20 ]    |
| 2013 | Người dẫn chương trình               | Tài Tiếu Tuyệt                  | Đề cử     | [ 21 ]    |
| 2013 | Diễn viên hài                        | Tài Tiếu Tuyệt                  | Đoạt giải | [ 21 ]    |
| 2014 | Người dẫn chương trình               | Thử thách cùng bước nhảy        | Đoạt giải | [ 22 ]    |
| 2014 | Diễn viên hài                        | Ơn giời cậu đây rồi!            | Đề cử     | [ 22 ]    |
| 2015 | Người dẫn chương trình               | Thử thách cùng bước nhảy        | Đoạt giải | [ 23 ]    |
| 2015 | Diễn viên hài                        | Đại hỷ                          | Đề cử     | [ 23 ]    |
| 2016 | Người dẫn chương trình               | Người bí ẩn                     | Đề cử     | [ 24 ]    |
| 2016 | Diễn viên hài                        | Cười để nhớ                     | Đề cử     | [ 24 ]    |
| 2016 | Nam diễn viên điện ảnh - truyền hình | Bệnh viện ma                    | Đề cử     | [ 24 ]    |
| 2017 | Người dẫn chương trình               | Người bí ẩn                     | Đề cử     | [ 25 ]    |
| 2018 | Người dẫn chương trình               | Người bí ẩn, Nhanh như chớp nhí | Đề cử     | [ 25 ]    |
| 2018 | Diễn viên hài                        | Giọng ca bí ẩn                  | Đề cử     | [ 26 ]    |
| 2019 | Người dẫn chương trình               | Người ấy là ai                  | Đề cử     | [ 27 ]    |
| 2019 | Nam diễn viên điện ảnh - truyền hình | Cua lại vợ bầu                  | Đề cử     | [ 27 ]    |
| 2020 | Người dẫn chương trình               | Rap Việt                        | Đề cử     | [ 28 ]    |
| 2021 | Người dẫn chương trình               | Rap Việt mùa 2                  | Đề cử     | [ 29 ]    |
| 2022 | Người dẫn chương trình               | Thách là chơi                   | Đề cử     | [ 30 ]    |
| 2023 | Người dẫn chương trình               | Rap Việt mùa 3                  | Đề cử     | [ 31 ]    |

#### Nghệ sĩ tiêu biểu lĩnh vực Nghệ thuật biểu diễn
| Năm  | Hạng mục                           | Đề cử    | Kết quả   | Chú thích |
| ---- | ---------------------------------- | -------- | --------- | --------- |
| 2022 | Diễn viên điện ảnh nổi bật của năm | Bản thân | Đoạt giải | [ 32 ]    |

#### Ngôi Sao Xanh
| Năm  | Hạng mục                          | Đề cử     | Kết quả   | Chú thích |
| ---- | --------------------------------- | --------- | --------- | --------- |
| 2021 | Nam diễn viên chính xuất sắc nhất | Bố già    | Đề cử     | [ 33 ]    |
| 2021 | Nam diễn viên được yêu thích nhất | Bố già    | Đoạt giải | [ 33 ]    |
| 2021 | Đạo diễn xuất sắc nhất            | Bố già    | Đoạt giải | [ 33 ]    |
| 2021 | Sáng tạo xuất sắc                 | Bố già    | Đề cử     | [ 33 ]    |
| 2023 | Đạo diễn xuất sắc nhất            | Nhà bà Nữ | Đoạt giải | [ 34 ]    |
| 2024 | Phim điện ảnh xuất sắc nhất.      | MAI       | Đoạt giải | [ 35 ]    |
| 2024 | Đạo diễn xuất sắc nhất            | Bản thân  | Đề cử     | [ 35 ]    |
| 2024 | Nam diễn viên phụ xuất sắc        | Bản thân  | Đề cử     | [ 35 ]    |

#### Viet Film Fest
| Năm  | Hạng mục                          | Đề cử  | Kết quả   | Chú thích |
| ---- | --------------------------------- | ------ | --------- | --------- |
| 2021 | Nam diễn viên chính xuất sắc nhất | Bố già | Đoạt giải | [ 36 ]    |

#### WeChoice Awards
| Năm  | Hạng mục                      | Đề cử      | Kết quả   | Chú thích |
| ---- | ----------------------------- | ---------- | --------- | --------- |
| 2015 | Nghệ sĩ có hoạt động đột phá  | Trấn Thành | Đề cử     | [ 37 ]    |
| 2016 | Gương mặt gây bão mạng xã hội | Trấn Thành | Đề cử     | [ 38 ]    |
| 2019 | Nghệ sĩ có hoạt động nổi bật  | Trấn Thành | Đề cử     | [ 39 ]    |
| 2020 | Nghệ sĩ có hoạt động nổi bật  | Trấn Thành | Đề cử     | [ 40 ]    |
| 2023 | Nghệ sĩ có hoạt động nổi bật  | Trấn Thành | Đề cử     | [ 41 ]    |
| 2023 | Phim điện ảnh của năm         | Nhà bà Nữ  | Đoạt giải | [ 42 ]    |

#### Giải thưởng khác
- Giải nhất Cặp đôi hoàn hảo (mùa 1)[43]
- Giải ba Én vàng 2006[44]